# Kenneth Tencio
Kenneth Fabián Tencio Esquivel (* 6. Dezember 1993 in Cartago) ist ein costa-ricanischer BMX-Freestyle-Fahrer.

## Sportlicher Werdegang
Tencio begann im Alter von 12 Jahren mit dem BMX-Fahren, nachdem er sich bei einer Vorführung dafür begeistert hatte. Zunächst übte er sich in Dirt Jumps. Nachdem er mehrere nationale und internationale Erfolge gehabt hatte, lud ihn Daniel Dhers zum gemeinsamen Training ein und überredete ihn, sich auf Park zu konzentrieren. 2013, nach einer mehrmonatigen Tour durch Mexiko und die USA, wurde Tencio von Red Bull unter Vertrag genommen. Anschließend machte er wiederholt durch Videos und neue Tricks auf sich aufmerksam. 2017 eröffnete er seinen eigenen Skatepark in Costa Rica.
War BMX-Freestyle bis Mitte der 2010er Jahre ein eher lose organisierter Sport gewesen, wurden mit der Aufnahme in die Union Cycliste Internationale sowie ins Programm der Olympischen Spiele Wettkämpfe wie Meisterschaften und Weltcups eingeführt, an denen sich Tencio alsbald mit Erfolg beteiligte. 2018, bei der zweiten Austragung der Urban-Cycling-Weltmeisterschaften, wurde er Vize-Weltmeister seiner Disziplin; in jenem Jahr belegte er in Hiroshima auch zum bislang einzigen Male einen Podiumsplatz im UCI-BMX-Freestyle-Weltcup. Von 2019 bis 2023 siegte er bei allen bisherigen Austragungen der costa-ricanischen Landesmeisterschaften. 2021 gewann er die Panamerika-Meisterschaften, 2023 wurde er dort Zweiter.
2021 konnte sich Tencio für den erstmals ausgetragenen olympischen BMX-Freestyle-Wettkampf qualifizieren. Dort belegte er den vierten Platz und verpasste nur um 0,3 Punkte das Podium. Er war damit der beste männliche Teilnehmer der olympischen Geschichte Costa Ricas. Bei seiner Rückkehr wurde ihm zu Ehren eine Parade veranstaltet, und die örtliche Verwaltung stellte ihm zusätzliches Land für den Ausbau seines Skateparks zur Verfügung.

## Erfolge
2018
 Weltmeisterschaften
2019
 Costa-ricanischer Meister
2020
 Costa-ricanischer Meister
2021
 Panamerika-Meister
2022
 Costa-ricanischer Meister
2023
 Costa-ricanischer Meister
 Panamerika-Meisterschaften